# Флаг Нефтекумска
Флаг города Нефтекумска — один из официальных символов упразднённого городского поселения город Нефтекумск Ставропольского края России.
Утверждён решением Совета депутатов города Нефтекумска от 26 декабря 2001 года № 102. Автор эскиза флага — Т. И. Бутова.
Флаг города Нефтекумска, как и герб, на основе которого он составлен, не соответствовал предъявляемым к нему требованиям и не был внесён в Государственный геральдический регистр Российской Федерации.

## Описание и обоснование символики
Флаг имел следующее описание:

Флаг города Нефтекумска представляет собой полотнище прямоугольной формы, составляющее пропорции 1:1,5. С левой стороны флаг имеет полосу для крепления древка. Флаг имеет изображение герба города с одной стороны, который расположен в центре полотнища.— Решение совета депутатов города Нефтекумска от 26 декабря 2001 года № 102
Символика флага трактовалась следующим образом:

В основе флага — герб города, утверждённый решением Совета депутатов № 102 от 26 декабря 2001 года. Цвет флага повторяет цветовую гамму герба: голубой — Европа, жёлтый — Азия, вместе это — символ прочности единения многонационального населения города и его великодушия. Цветовая гамма, символизирующая единение Европы и Азии, исходит из географического расположения города.— Решение совета депутатов города Нефтекумска от 26 декабря 2001 года № 102

## История
В 2000 году совет депутатов Нефтекумска организовал проведение конкурса по созданию символики города. В конкурсе приняли участие как профессиональные художники, так и учащиеся общеобразовательных заведений города. Всего на рассмотрение конкурсной комиссии поступило около 20 эскизов. Победу в конкурсе одержал проект, разработанный первым директором Нефтекумской детской художественной школы Татьяной Иосифовной Бутовой. На основе герба автор проекта исполнила эскиз флага, полотнище которого было «разделено на четыре поля — два голубых и два жёлтых, расположенных по диагонали. В центре — изображение герба». Голубой и жёлтый цвета, помещённые на контрасте, обозначали расположение города на границе между Европой и Азией.
26 декабря 2001 года депутаты горсовета утвердили положение о флаге города Нефтекумска, в соответствии с которым данный флаг (наряду с основным муниципальным символом — гербом) служил официальным символом муниципального образования города Нефтекумска. Эта символика являлась геральдически неправильной и не была внесена в Государственный геральдический регистр РФ.
Позднее члены геральдической комиссии при губернаторе Ставропольского края «в качестве показательного эксперимента» разработали новый проект флага Нефтекумска, отвечавший, по их мнению, необходимым правилам и требованиям. Предложенный флаг представлял собой «чёрное поле, дважды пересечённое золотом и лазурью». Цвета флага, в частности, символизировали географическое расположение Нефтекумска, реку Куму и запасы нефти — «чёрного золота». Данный проект остался неутверждённым.
1 мая 2017 года в соответствии с Законом Ставропольского края от 29 апреля 2016 года № 47-кз городское поселение Нефтекумск было упразднено и объединено с другими муниципальными образованиями Нефтекумского района в Нефтекумский городской округ.